# Jack Daniel’s

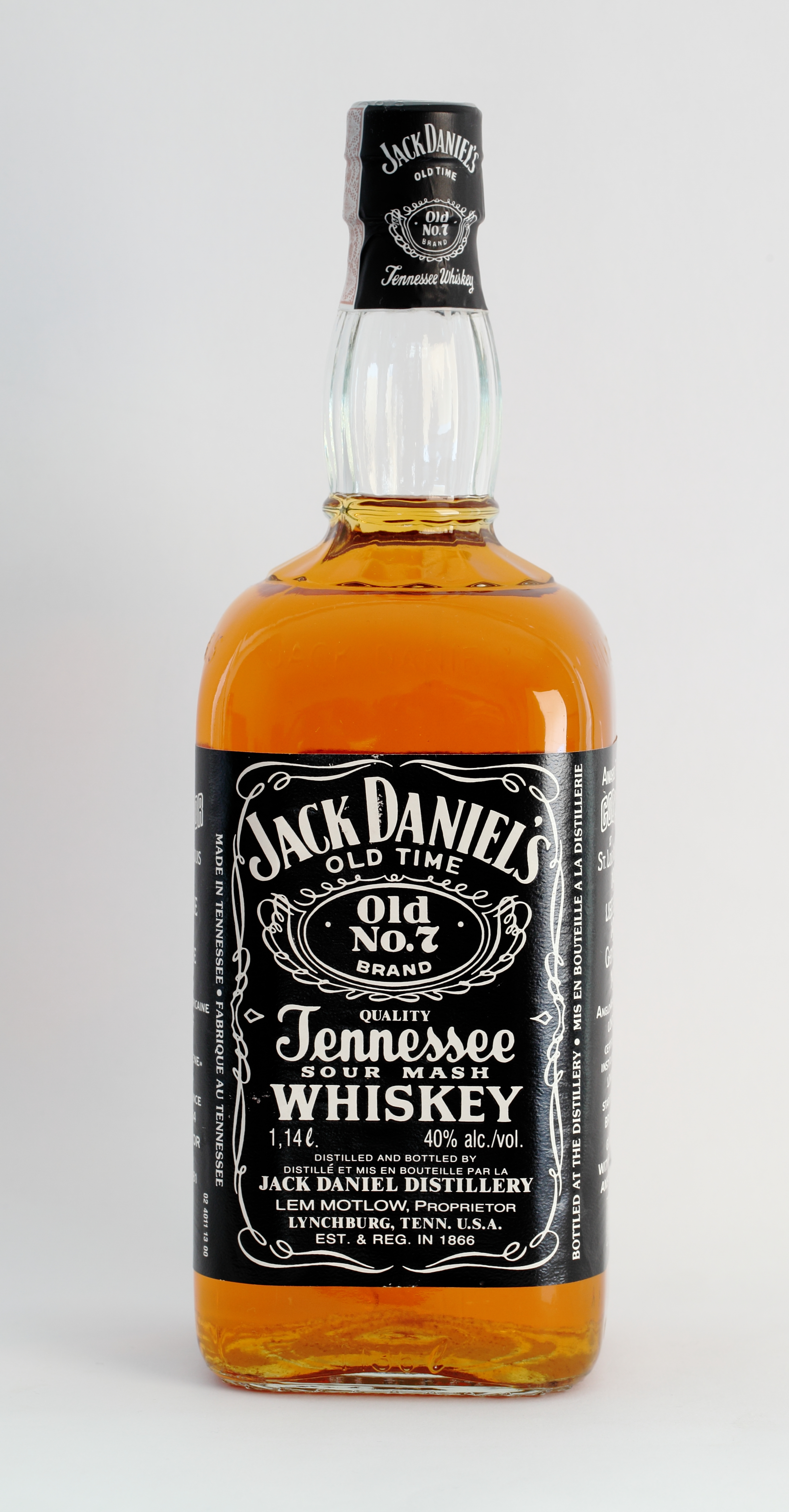
1992-ben vásárolt Jack Daniel’s Old No. 7, a mainál jóval kevésbé szögletes üvegben.

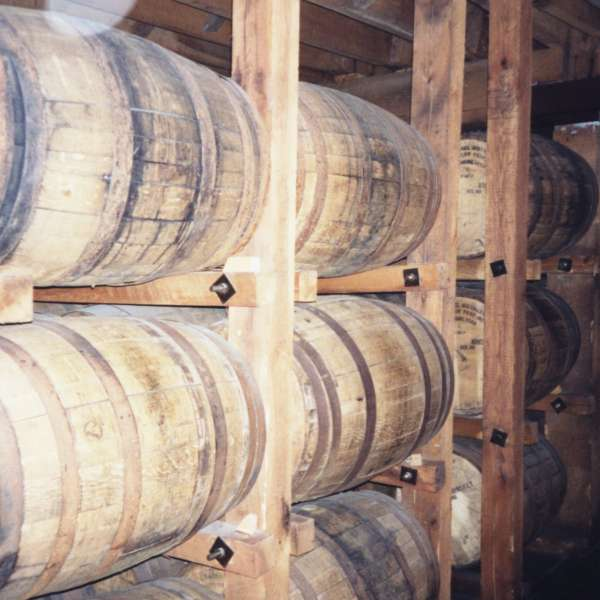
Whiskys hordók a lynchburgi Jack Daniel’s lepárlóüzemben, Tennessee-ben

A Jack Daniel’s amerikai whisky- és likőrmárka, ami elsősorban Tennessee whiskyjéről híres. A Tennessee államban lévő lynchburgi központú céget 1875-ben alapították, 1956 óta a Brown-Forman cégcsoport tulajdonában van. Skót-ír származású alapítója, Jasper Newton „Jack” Daniel.
Habár a Jack Daniel’s Tennessee whiskyk mindenben megfelelnek a straight bourbon whisky szabályozásának, a márka tulajdonosai a kezdetektől fogva mellőzték ezt a megnevezést, és kitartottak amellett, hogy a Tennessee whisky a juharfaszenes szűrés miatt a bourböntől eltérő whiskyfajta.
Mivel Jack Daniel sohasem házasodott meg és gyermekei sem születtek, kedvenc unokaöccsét, Lem Motlow-ot vette szárnyai alá. Lemnek jó érzéke volt a számokhoz és hamarosan ő vezette a lepárlóüzem teljes könyvelését.
1907-ben, hanyatló egészsége miatt Jack Daniel átadta a céget unokaöccsének. 1911-ben halt meg vérmérgezésben.

## Termékei
Tennessee whisky
A főzde szerint a különböző változatok ugyanabból a párlatból készülnek, de eltérő szűréssel vagy érleléssel.
- Jack Daniel’s Old No.7 (fekete címke, 40%) – az eredeti változat. A szesztartalma 1987-ig 45% volt,[3] majd 2004-ig 43%, azóta pedig 40%, ami az amerikai whiskynél megengedett minimum. A szesztartalom csökkentését a gyártó a vásárlói igényekkel indokolta, a lépést azonban sokan a 138 éves Jack Daniel’s-hagyomány semmibe vételének tekintették, és sikertelen petíció indult a régi változatért.[4]
- Jack Daniel’s No. 7 (zöld címke, 40%) – könnyedebb ízű, jellemzően a raktár alsóbb szintjein tartott hordókból palackozzák.
- Gentleman Jack (40%) – a juharfaszenes szűrést megismétlik érlelés után is.
- Jack Daniel’s Single Barrel Select (45% vagy 47%) – válogatott hordók egyikéből származó whisky.
- Jack Daniel’s Single Barrel – Barrel Strength (64,5%) – válogatott hordók egyikéből származó whisky, amit érlelés után már nem hígítanak
- Jack Daniel’s Single Barrel 100 Proof (50%) – 100 (amerikai) szeszfokon, azaz 50% alkohollal palackozott változat.

A fentiek mellett gyakran jelennek meg különleges kiadások is. Egészen a közelmúltig az 50%-os 2011 Holiday Select volt az addigi legmagasabb alkoholtartalmú változat.
Rozswhisky
- Jack Daniel’s Tennessee Straight Rye Whiskey (40%) - 70% rozstartalmú gabonacefréből készül, és a Tennessee whiskyhez hasonlóan érlelés előtt juharfaszénen szűrik
- Jack Daniel’s Single Barrel Rye (45%)  - válogatott hordók egyikéből palackozott változat

Likőrök
A Jack Daniel’s likőrök valamilyen likőr és Tennessee whisky elegyítésével készülnek, másképp fogalmazva: valamennyi whiskyt is tartalmazó likőrök. Mivel a likőrök jellemzően finomszeszből készülnek, a finomszesztartalmat a whiskys likőrökön sem kell külön feltüntetni.
- Jack Daniel’s Tennessee Fire (35%) – fahéjlikőr
- Jack Daniel’s Tennessee Honey (35%) – mézlikőr
- Jack Daniel's Tennessee Apple (35%) – almalikőr[6]

## Fordítás
- Ez a szócikk részben vagy egészben a Jack Daniel's című angol Wikipédia-szócikk fordításán alapul.  Az eredeti cikk szerkesztőit annak laptörténete sorolja fel. Ez a jelzés csupán a megfogalmazás eredetét és a szerzői jogokat jelzi, nem szolgál a cikkben szereplő információk forrásmegjelöléseként.

## Külső hivatkozások
- ↑ Jackdaniels.com:  Hivatalos webhely (magyarul)
- ↑ Knology.net:  Jack Daniel családfája (angolul)
- italkereso.hu: Jack Daniel's Apple megjelenése